# Charles Henry de La Barre-Duparcq
Pour les articles homonymes, voir De La Barre.
Charles Henry de La Barre-Duparcq, né à Saint-Cloud le 3 avril 1817, décédé à Paris le 1er septembre 1885, chevalier de la Légion d’honneur, est un inspecteur général des ponts et chaussées.
Ancien élève de l’École polytechnique et de l’École des ponts et chaussées, il est nommé ingénieur le 26 juillet 1841 et attaché au service ordinaire de l’arrondissement de Toulon.
En 1847, il passe au même titre à Pont-Audemer, et en 1852 à Pontoise, d’où il est appelé dans le département de la Marne, en qualité d’ingénieur en chef.
Son passage est marqué par la construction du chemin de fer d’Épernay à Romilly-sur-Seine et par les études de plusieurs autres lignes.
Il publie l’Atlas cantonal du département et voit sous sa gestion s’opérer la fusion du service des chemins vicinaux avec celui des ponts et chaussées.
Châlons lui doit spécialement l’élargissement de la rue de Marne.
En 1879, il est nommé inspecteur général à Paris, au siège de l’administration, et est mis à la retraite en 1882.